# Stian Sivertzen
Stian Sivertzen (Kongsberg, 28 maart 1989) is een Noors snowboarder. Hij vertegenwoordigde zijn vaderland op de Olympische Winterspelen 2010 in Vancouver en op de Olympische Winterspelen 2014 in Sotsji.

## Carrière
Bij zijn wereldbekerdebuut, op 8 maart 2007 in Lake Placid, scoorde Sivertzen direct zijn eerste wereldbekerpunten. Drie dagen na zijn debuut haalde de Noor in Lake Placid zijn eerste klassering in de top tien van een wereldbekerwedstrijd. In september 2007 boekte hij in Valle Nevado zijn eerste wereldbekerzege.
Sivertzen nam vier keer deel aan de wereldkampioenschappen snowboarden, zijn beste resultaat was de bronzen medaille op de wereldkampioenschappen van 2013 in Stoneham.
Tijdens de Olympische Winterspelen van 2010 in Vancouver eindigde Sivertzen als zesentwintigste op de snowboardcross, vier jaar later eindigde hij in Sotsji op de vijfde plaats op het onderdeel snowboardcross.

## Resultaten

### Olympische Winterspelen
| Jaar | Plaats    | Resultaten         |
| ---- | --------- | ------------------ |
| 2010 | Vancouver | 26e Snowboardcross |
| 2014 | Sotsji    | 5e Snowboardcross  |

### Wereldkampioenschappen
| Jaar | Plaats      | Resultaten         |
| ---- | ----------- | ------------------ |
| 2007 | Arosa       | 31e Snowboardcross |
| 2009 | Gangwon     | 10e Snowboardcross |
| 2011 | La Molina   | 36e Snowboardcross |
| 2013 | Stoneham    | Snowboardcross     |
| 2015 | Kreischberg | 20e Snowboardcross |

### Wereldbeker
Eindklasseringen
| Seizoen   | Algm | SBX    |
| --------- | ---- | ------ |
| 2006/2007 | 85e  | 13e    |
| 2007/2008 | 8e   | Zilver |
| 2008/2009 | 28e  | 12e    |
| 2009/2010 | 225e | 53e    |
| 2010/2011 | 64e  | 34e    |
| 2011/2012 | –    | 6e     |
| 2012/2013 | –    | 20e    |
| 2013/2014 | –    | 11e    |
| 2014/2015 | –    | 7e     |

Wereldbekerzeges
| Datum             | Plaats       | Onderdeel      |
| ----------------- | ------------ | -------------- |
| 26 september 2007 | Valle Nevado | Snowboardcross |
| 14 maart 2012     | Valmalenco   | Snowboardcross |